# Lasserre (Ariège)
Lasserre é uma comuna francesa na região administrativa de Occitânia, no departamento de Ariège.